# Parestezie
Parestezie je porucha čití (smyslového vnímání), která se projevuje jako brnění, mravenčení, svrbění, pálení atp.
Vzniká při poškození nervového systému (neuropatie), například při cukrovce. Může být projevem útlaku nervu v oblasti páteře (pak se projevuje zpravidla na dolní končetině) nebo projevem postižení či poškození středového nervu v karpálním tunelu při syndromu karpálního tunelu (projevy na prstech ruky). Typicky lze parestezii prožít při úderu do místa na lokti, kudy prochází loketní nerv (lidově brňavka), nebo při tzv. přesezení nohy. Též akroparestezie. Projev parestezie může být přechodný nebo chronický. Zároveň ji může nebo nemusí doprovázet porucha citlivosti kůže.